# Hitmixes
Hitmixes – drugi minialbum amerykańskiej wokalistki Lady Gagi, wydany ekskluzywnie na terenie Kanady 25 sierpnia 2009 przez Universal Music Canada. Zawiera zremiksowane utwory pochodzące z debiutanckiego albumu artystki The Fame.

## Lista utworów
| Nr | Tytuł utworu                                                      | Autorzy                          | Produkcja           | Długość |
| -- | ----------------------------------------------------------------- | -------------------------------- | ------------------- | ------- |
| 1. | „LoveGame” (Chef Fu Ghettohouse fix; z udziałem Marilyna Mansona) | Lady Gaga, RedOne                | Chef Fu             | 5:20    |
| 2. | „Poker Face” (Space Cowboy remix)                                 | Lady Gaga, RedOne                | Space Cowboy        | 4:53    |
| 3. | „Just Dance” (RedOne remix; z udziałem Kardinala Offishalla)      | Lady Gaga, RedOne, Aliaune Thiam | RedOne              | 3:57    |
| 4. | „Paparazzi” (Moto Blanco edit)                                    | Lady Gaga, Rob Fusari            | Moto Blanco         | 4:06    |
| 5. | „The Fame” (Glam as You remix)                                    | Lady Gaga, Martin Kierszenbaum   | Guéna LG            | 4:18    |
| 6. | „Just Dance” (Robots to Mars remix)                               | Lady Gaga, RedOne, Thiam         | Martin Kierszenbaum | 4:37    |
| 7. | „LoveGame” (Robots to Mars remix)                                 | Lady Gaga, RedOne                | Martin Kierszenbaum | 3:12    |
|    |                                                                   |                                  |                     | 30:23   |